# Zwartboek (publicatie)
Een zwartboek is een geschrift waarin tegen misstanden of onrechtvaardigheden geprotesteerd wordt.
Het is een verzameling van negatieve voorbeelden gezien vanuit het standpunt van de auteur of de uitgever, maar ook van een potentiële doelgroep, die in boekvorm uitgegeven wordt. De benaming "zwartboek" vindt haar basis in de Openbaring van Johannes.
Door de toenemende invloed van internet is er steeds meer sprake van toepassing van websites of pdf-documenten.
Het zwartboek is geen typisch Nederlands fenomeen; in Duitsland kent men bijvoorbeeld het Schwarzbuch of Schmutzbuch.

## Zwartboeken
- Zwartboek Joods Antifascistisch Commitee, uitgave 1946, New York.
- Het zwartboek van het communisme, Stéphane Courtois e.a., De Arbeiderspers, Amsterdam (1998), 1083 pag., ISBN 90-295-5838-5
- Het zwartboek van het kapitalisme, ISBN 978-2841091447

Mediabestanden
- Zwartboek kapitalisme, Robert Kurz, 1999
- Zwartboek Betuweroute, auteurscollectief, 2002

## Voorbeelden op internet
Zwartboek tegen pestenOp 10 september 2006 aan de Tweede Kamer aangeboden. Circa 65 procent van de kinderen in het basisonderwijs en 90 procent in het voortgezet onderwijs vertelt thuis niet dat het gepest wordt, bleek al in 1992 uit een landelijk onderzoek naar pesten. In het basisonderwijs werd een op de vier kinderen gepest, in het voortgezet onderwijs een op de 16.
Zwartboek KinderbeschermingDeze internetsite is gemaakt om voorlichting te geven over de Raad voor de Kinderbescherming Bureau Jeugdzorg en de (Gezins)voogdij.
Zwartboek NFIHet Zwartboek NFI beschrijft hoe het Nederlands Forensisch Instituut naar het inzicht van de samenstellers ernstig tekortschiet in professionaliteit en onafhankelijkheid. Daardoor bestaat de kans dat als gevolg van een justitiële dwaling onschuldige mensen veroordeeld worden en schuldigen vrijkomen. Het Zwartboek is in juni 2007 in beperkte oplage uitgegeven en vrij te downloaden vanaf internet.
Zwartboek BetuwerouteIn een uitvoerig document, hebben tegenstanders van de lijn de gehele totstandkoming in 2002 samengevat. Daarnaast geeft dit document een lijst van personen die vóór de aanleg waren: 'Hoofdverantwoordelijken voor het Betuweroute debacle', zoals het Zwartboek het vanuit het eigen perspectief noemt.
Zwartboek DatalekkenDe digitale burgerrechtenorganisatie Bits of Freedom heeft een Zwartboek aangelegd voor het registreren van datalekken. Hierin worden incidenten vastgelegd waarbij grote hoeveelheden persoonlijke gegevens van mensen op straat komen te liggen.